# Diokleciánův palác
Diokleciánův palác (chorvatsky Dioklecijanova palača) je starořímský palác v chorvatském Splitu, který byl vystavěn římským císařem Diokleciánem ve 4. století. Součástí paláce je také splitská římskokatolická katedrála sv. Domnia, nejstarší funkční katedrála na světě. Díky své historické hodnotě byl palác již v roce 1979 zapsán na Seznam světového dědictví UNESCO.

## Popis

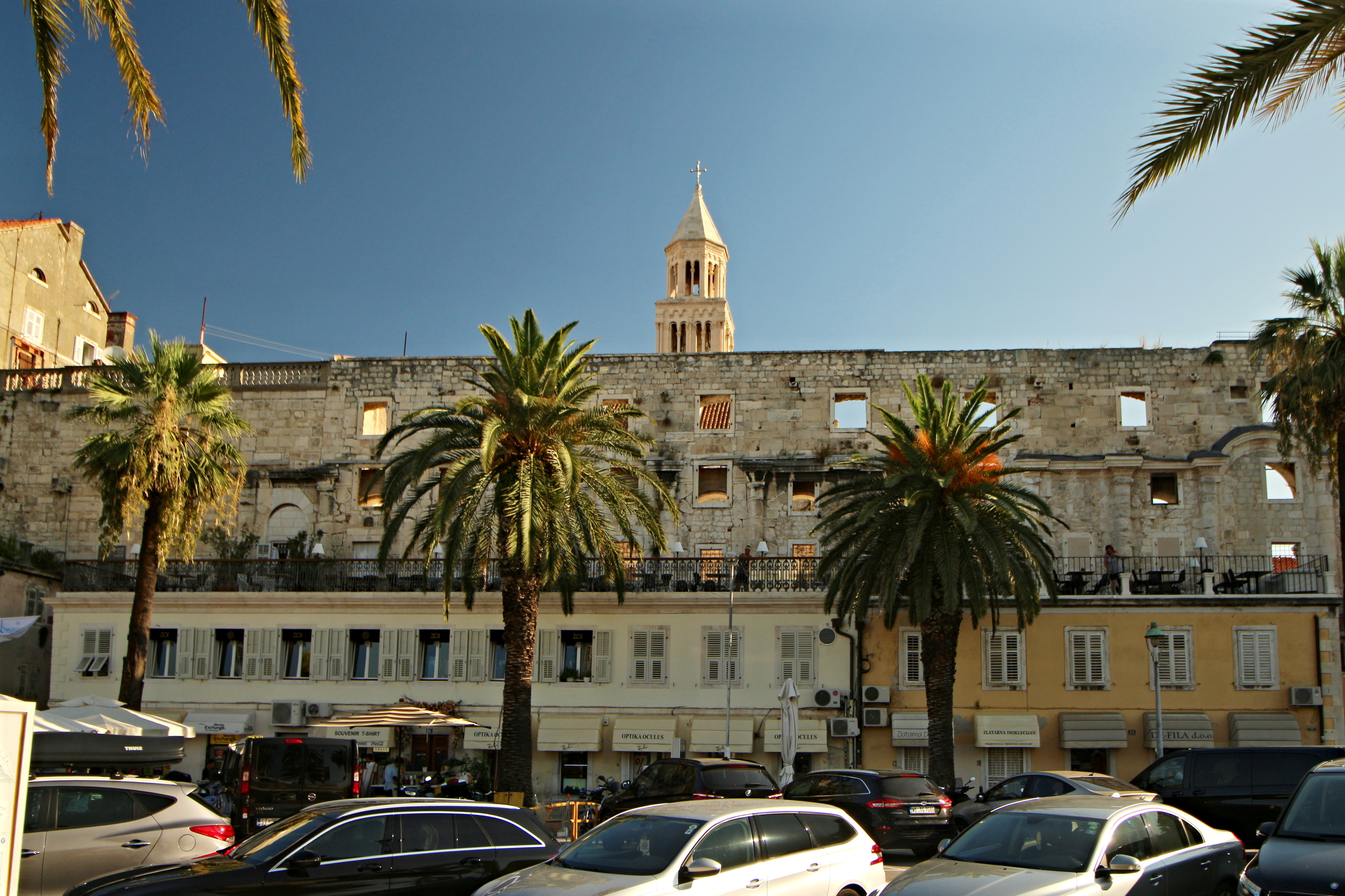
Současný vzhled, jižní strana paláce od přístavu s věží katedrály sv. Domnia

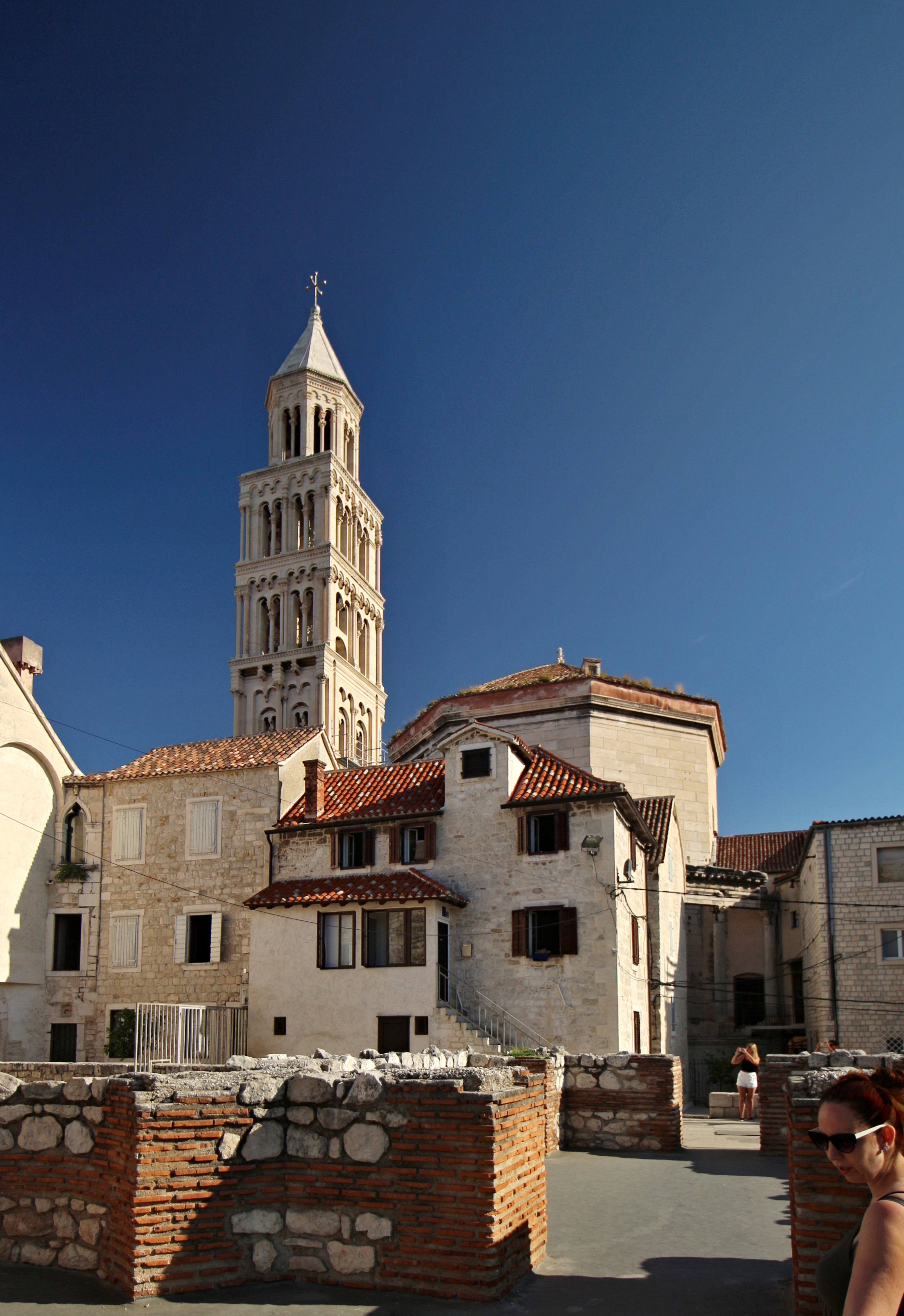
Katedrála sv. Domnia uprostřed paláce

Diokleciánův palác obehnaný hradbami byl vystavěn na půdorysu pravoúhlého obdélníku o výměře 30 000 m² (přibližně 215 × 180 metrů). Vznikl původně jako komplexní soubor budov - římských vil, paláců, vojenských a správních budov, a také chrámů. Dnes tvoří jádro staré části přístavního města Split a od římských dob se postupně proměňoval na obydlenou pevnost, která byla vždy znovu přizpůsobována okolním kulturním podmínkám.  
V malých uličkách v útrobách paláce je několik muzeí, malých hotelů a penzionů, tvoří zde pouliční výtvarníci a hrají hudebníci. 
Od Zlaté brány na severu k Měděné bráně na jihu palácem prochází ulice Peristil, míjí někdejší Diokleciánovo mauzoleum (dnešní katedrálu sv. Domnia s vyřezávanými vraty od Andriji Buviny), dále je zde Jupiterův chrám (dnes křestní kaple sv. Jana) s velkolepým stropem, sloupová chodba, románské a benátské stavby, či dochované sochy od dalmatského mistra Jiřího ze Šibeniku.

## Historie
V době, kdy se palác stavěl, město Split ještě nestálo – veškerá okolní zástavba vyrostla postupem času kolem tohoto paláce. Palác stojí dodnes v relativně zachovalém stavu. Císař Dioklecián byl jediný římský císař, který z vlastní vůle opustil svůj úřad společně se svým spoluvládcem Maximiánem. Stalo se tak v roce 305 po Kristu. Palác i po smrti Diokleciána zůstal v majetku římských císařů. Říká se, že poslední císař Západořímské říše, Julius Nepos, roku 475 našel v paláci útočiště.  
Když v 7. století území Kaštelů dobyli Avaři a Slované, uchýlila se část původních obyvatel do paláce. Tím započala proměna někdejšího císařského letního sídla na středověké město. Diokleciánovo mauzoleum bylo přestavěno na katedrálu zasvěcenou svatému Domniovi, světci, kterého císař Dioklecián nechal spolu s dalšími křesťany popravit. 